# فيليب فيركرويس
فيليب فيركرويس (28 يناير 1962

 في سامور) (بالفرنسية: Philippe Vercruysse)‏ لاعب كرة قدم فرنسي معتزل كان يجيد اللعب في خط الوسط .
لعب فيركرويس في أندية لنس (1980-1986) بوردو (1986-1987) لنس مجددا (1987-1988) مرسيليا (1988-1991) نيم (1991-1993) بوردو مجددا (1993-1994) ميتز (1994-1995) سيون (1995-1996) لنس مجددا (1996-1997) الرياض (1997-1998) إتويل كاروغ (1998-2000) .
ساهم فيركرويس في تتويج نادي بوردو ببطولة دوري الدرجة الأولى وكأس فرنسا موسم 1986-1987 كما ساهم في تتويج نادي مرسيليا ببطولة دوري الدرجة الأولى 3 مرات مواسم 1988-1989 ، 1989-1990 ، و1990-1991 وبطولة كأس فرنسا موسم 1988-1989 كما ساهم في تتويج نادي سيون ببطولة كأس سويسرا موسم 1995-1996 .
شارك فيركرويس مع منتخب فرنسا في 12 مباراة دولية مسجلا هدف واحد في الفترة من 1983 إلى 1989 . تم استدعائه للمشاركة في بطولة كأس العالم لكرة القدم 1986 التي أقيمت في المكسيك . لم يلعب فيركرويس سوى في 3 مباريات وهي المباراة الثانية في الدور الأول أمام منتخب الاتحاد السوفييتي بديلا وانتهت بالتعادل 1-1 وفي مباراة الدور النصف النهائي أمام منتخب ألمانيا الغربية بديلا أيضا وانتهت بالخسارة 0-2 وفي مباراة تحديد صاحب المركز الثالث أمام منتخب بلجيكا أساسيا هذه المرة وانتهت بالفوز 4-2 .

## روابط خارجية
- فيليب فيركرويس على موقع الاتحاد الدولي (مؤرشف)  (الإنجليزية)
- فيليب فيركرويس على موقع قاعدة بيانات كرة القدم.إي يو (الإنجليزية)
- فيليب فيركرويس على موقع ليكيب (الفرنسية)
- فيليب فيركرويس على موقع ناشيونال فوتبول تيمز (الإنجليزية)